# Uleanivka, Novîi Buh
Uleanivka (în ucraineană Улянівка) este un sat în comuna Sofiivka din raionul Novîi Buh, regiunea Mîkolaiiv, Ucraina.

## Demografie
Componența lingvistică a localității Uleanivka
     Ucraineană (94,25%)
     Rusă (2,65%)
     Română (2,43%)
     Alte limbi (0,66%)
Conform recensământului din 2001, majoritatea populației localității Uleanivka era vorbitoare de ucraineană (94,25%), existând în minoritate și vorbitori de rusă (2,65%) și română (2,43%).